# Colonização do Estado de Santa Catharina
Colonização do Estado de Santa Catharina - Dados históricos e estatísticos (1640-1916) é um livro/relatório editado pela Secretaria Geral dos Negócios do estado brasileiro de Santa Catarina no ano de 1917.
O engenheiro agrônomo e inspector agrícola Jacinto Antônio de Matos foi o responsável pela compilação dos dados e redação. Foi impresso no Gab. Typ. d'"O Dia", em Florianópolis.
Nesta obra estão descritas a colonização açoriana, sua situação, a evolução da população do estado a contar de 1712, a fundação das colônias, as diversas colônias, os burgos agrícolas, os núcleos federais, além das relações nominais dos colonos de diversas colônias do estado.
Esta obra teve pequena tiragem e há poucos exemplares disponíveis para consulta.

## As colônias
Entre as colônias descritas na obra podemos citar:
- Colônia Angelina (Colônia Nacional - 1862)
- Colônia Azambuja (1877)
- Colônia Belga (1845)
- Colônia São Paulo de Blumenau (1850)
- Colônia Brusque (antes Itajaí e Dom Afonso - 1860)
- Colônia Militar de Chapecó
- Colônia Dom Afonso  (1836)
- Colônia Dona Francisca (hoje Joinville) (1851)
- Colônia Flor da Silva (1844)
- Colônia Grão Pará (1882)
- Colônia Itajaí (1836)
- Colônia Leopoldina (hoje Antônio Carlos) (1853)
- Colônia Luís Alves (1877)
- Colônia Militar Santa Teresa (hoje Alfredo Wagner) (1853)
- Colônia Nova Itália (1836)
- Colônia Nova Veneza (1891)
- Colônia Piedade (1847)
- Colônia Príncipe Dom Pedro
- Colônia do Saí (1842)
- Colônia São Pedro de Alcântara (1829)
- Colônia Santa Isabel (1847)
- Colônia Teresópolis (hoje Águas Mornas) (1860)
- Colônia Varzea Grande (1837)
- Núcleo Torrens (1891)